# 抗爭派
抗爭派（英語：Resistance camp），2016年時被香港傳媒稱為本土自決派，用作概括本土派及自決派議員的稱呼，2016年香港立法會選舉後曾被視為香港政治光譜中鼎足於民主派和建制派的第三勢力。2020年香港立法會選舉民主派初選起，又被香港傳媒稱為「抗爭派」。

## 政黨合作
受反送中運動以及港版國安法的影響，在2020年香港立法會選舉民主派初選中，自決派與本土派結盟，挑戰傳統民主派的溫和路線。最終，抗爭派候選人與傳統民主派候選人各佔名單一半。抗爭派其後召開記者招待會發表聯合聲明。16名出席記者會的初選候選人，包括有香港島袁嘉蔚、梁晃維，九龍東黃之鋒、李嘉達，九龍西張崑陽、馮達浚，新界東何桂藍、劉頴匡、鄒家成，新界西朱凱廸、張可森、黃子悦、伍健偉，超級區議會岑敖暉、王百羽，以及衞生服務界余慧明。
該記者招待會未有邀請過往被視為激進民主派的社會民主連線參與，於九龍西初選獲最高票、社民連惟一勝選人岑子表示，在政府不斷打壓港人的情況下，早已逼得每個香港人都需要抗爭，並預視來屆議會每位民主派議員也會抗爭到底，而社民連一直以來都有堅持進行「司法抗爭」、「街頭抗爭」等行動；對於號稱「抗爭派」的候選人，岑直言「佢哋鍾意叫自己做抗爭派咪抗爭派囉」，相信市民會從候選人的行動來判斷是否抗爭者；他續指現時不少傳統泛民都有案底在身，又反問：「唔通泛民就唔抗爭咩？」。
而人民力量則獲邀參與記者招待會，但人民力量主席陳志全表示，最終因決定時間上過於趕急，加上是否加入並非個人決定為由，當時沒有答應該邀請，但強調他仍是抗爭陣營的議員，也認為沒有人可以壟斷「抗爭派」這個名字。

## 代表人物
- 羅冠聰
- 黃之鋒
- 周庭
- 朱凱廸
- 鄒家成
- 何桂藍
- 岑敖暉
- 袁嘉蔚
- 梁晃維
- 張崑陽
- 張可森
- 伍健偉
- 王百羽